# San Francisco Chinameca
Ne doit pas être confondu avec Chinameca (Salvador).
San Francisco Chinameca est une municipalité du département de La Paz au Salvador.